# Maximilian Duncker
Maximilian Wolfgang Duncker (Berlin, 1811. október 15. – Ansbach, 1886. július 31.) német történetíró.

## Pályája
Bonnban és Berlinben tanult. Egyetemi hallgatóként tagja lett egy Burschenschaftnak (egyetemisták tanuló-testülete, mely szervezetek rendre politikai szervezkedéseket hajtottak végre), amiért hat havi várfogságra ítélték. 1839-ben magántanár lett a hallei egyetemen, majd 1842-ben rendkívüli tanárnak nevezték ki. Egy évvel később szerkesztőtársa lett a szabadelvű irányú hallei Allgemeine Litteraturzeitungnak. 1848-ban a frankfurti parlamentbe választatta magát, 1850-ben a schleswig-holsteini testvérnemzet érdekében folytatott agitációt. Ebben az időben irta: Heinrich Gagern (Lipcse, 1850) és Vier Monate auswärtiger Politik (Berlin, 1850) című műveit.
A szabadelvű iránynak csak feltételesen volt híve, a Mannteufel-minisztérium gyanakvó szemmel kísérte lépéseit és ahol tehette, mellőzte a nagytehetségű férfiút. Ez a bánásmód arra bírta Dunckert, hogy a tübingeni egyetemre távozzék, ahonnan azonban már 1859-ben Berlinbe hívták, ahol előbb titkos tanácsosi címmel magában a minisztériumban alkalmazták, mely állásban a hivatalos sajtót figyelte, később pedig az állami levéltár igazgatójává nevezték ki. 1861-ben Frigyes trónörökösnek előadó tanácsosává tették és ekkortól ő szerkesztette a mérsékelt alkotmányos szellemtől áthatott trónbeszédeket. Ebben az állásban Duncker a trónörökös és angol származású nejének légkörében maga is jó barátja lett a liberalizmusnak és az alkotmányos konfliktus napjaiban ellenezte Otto von Bismarck intézkedéseit. Egy idő után Duncker helyzete a trónörökös környezetében tarthatatlanná vált és amikor a schleswig-holsteini kérdésben a trónörökössel meghasonlott, 1875 elején elkésve ugyan, de nyugdíjba vonult. A levéltári igazgatóságról már 1874-ben lemondott. Ezen idő óta a katonai akadémiában tartott felolvasásokat és mint a berlini és müncheni akadémia tagja fejtett ki tevékenységet. Duncker életét megírta Brode (Berlin, 1887) és érdekes, nagybecsű korrajz alakjában hű barátja, Haym R.: Das Leben F. D.-s (Berlin 2 köt. 1891).

## Főbb művei
- Origines germanicae (Berlin, 1840);
- Die Krisis der Reformation (Lipcse, 1845);
- Zur Geschichte der deutsch. Reichsversammlung (Berlin, 1849);
- Feudalität und Aristokratie (uo. 1858).
- 1852-57-ig jelent meg főmunkájának I. kiadása, a Geschichte des Alterthums 4 kötetben, mely munka összesen 6 kiadást ért 7 kötetben (1878-83), amihez 1884-86-ban Droysen sürgetésére még 2 kötet járult. (Az ókor története. 4 köt. Fordította Jónás János.) Apróbb dolgozatai leginkább az újabb porosz történet, avagy a régi görög történet keretébe tartoznak. Egy részük egybegyűjtve is megjelent e címen: Aus der Zeit Friedrichs d. Grossen und Friedrich Wilhelms III. (1876); Abhandlungen aus der griech. Geschichte (1887) és Abhandlungen aus d. neueren Geschichte (1887).

## Magyarul
- Duncker Miksa: Az ókor története, 1-4.; ford. Jónás János; Akadémia, Bp., 1873-1878 (A Magyar Tudományos Akadémia Könyvkiadóvállalata)